# 巴西伊都毛鼻鯰
巴西伊都毛鼻鯰，為輻鰭魚綱鯰形目毛鼻鯰科的其中一種。分布於南美洲巴拉圭河上游流域，體長可達5公分。

## 扩展阅读
維基物種上的相關：巴西伊都毛鼻鯰